# Manan-gu
Manan-gu (koreanska: 만안구) är ett av de två stadsdistrikten i staden Anyang i provinsen Gyeonggi i den nordvästra delen av Sydkorea,  19 km söder om huvudstaden Seoul. Distriktet hade vid slutet av 2019 cirka 250 000 invånare.
Manan-gu består av tre stadsdelar som i sin tur är indelade i 14 administrativa stadsdelar:
- Anyang-dong (Anyang 1-dong till och med Anyang 9-dong)
- Bakdal-dong (Bakdal 1-dong och Bakdal 2-dong)
- Seoksu-dong (Seoksu 1-dong, Seoksu 2-dong och Seoksu 3-dong)